# Julio Ángel Fernández
Julio Ángel Fernández Alves (Montevideo, 5 de abril de 1946) es un astrónomo y profesor uruguayo. Fue decano de la Facultad de Ciencias en la Universidad de la República. Propuso en 2006 en el congreso de la UAI de Praga la nueva definición de planeta, que dejó a Plutón fuera de esta categoría. El asteroide 5996 Julioangel, descubierto en 1983, lleva su nombre.

## Semblanza
Miembro del Departamento de Astronomía del Instituto de Física de la Facultad de Ciencias de la Universidad de la República, Fernández es miembro del Programa de Desarrollo de las Ciencias Básicas  (PEDECIBA) y de la Sociedad Uruguaya de Astronomía. En 2005 fue elegido decano de la Facultad de Ciencias de la Universidad de la República, en Montevideo, Uruguay, sustituyendo a Ricardo Ehrlich, que renuncia para postularse como intendente municipal de Montevideo. En 2006 Fernández es reelegido como Decano para el período 2006-2010.
En el ámbito de la astronomía Fernández es conocido por proponer en el 2006 la nueva redefinición de planeta en la asamblea de la Unión Astronómica Internacional reunida en la ciudad de Praga en el mes de agosto de ese mismo año, que luego de intensos debates fuese aprobada. Como consecuencia de esta propuesta, el Sistema Solar está integrado por 8 planetas, considerándose que Plutón no integra la categoría.
Es investigador activo nivel III (máxima categoría) del Sistema Nacional de Investigadores de Uruguay.
En mayo de 2016, se convierte en el segundo miembro de origen uruguayo en ingresar a la Academia Nacional de Ciencias de los Estados Unidos (NAS).
El 19 de noviembre de 2016, la Fundación Lolita Rubial le entrega el Premio Morosoli 2016 en Investigación Fundamental, Ciencia y Tecnología.

## Cinturón de Kuiper
En 1980, en su artículo "sobre la existencia de un cinturón de cometas más allá de Neptuno", Fernández propuso que los cometas periódicos llegaban con demasiada frecuencia al interior del Sistema Solar como para ser contabilizados únicamente por haber llegado desde la nube de Oort, y que se necesitaría un cinturón transneptuniano de cometas de alrededor de 50 UA para explicarlos.  Los modelos de computadora posteriores de Martin Duncan, Tom Quinn y Scott Tremaine en Canadá apoyaron la visión y condujeron finalmente al descubrimiento del cinturón de Kuiper. Muchos astrónomos, incluido David Jewitt, que descubrió el cinturón, creen que Fernández merece más crédito que nadie, incluido Gerard Kuiper, por predecir su existencia. Posteriormente ha publicado numerosos artículos sobre la población transneptuniana.

## Definición de planeta
En 2006, Fernández fue uno de los varios disidentes en la reunión de la UAI para establecer la primera definición de "planeta". Como alternativa al borrador de propuesta de la UAI, que había incluido a Plutón, su luna Caronte y Ceres entre los planetas, Fernández con su colega uruguayo Gonzalo Tancredi propuso una definición donde reservaban el término "planeta" solo para aquellos objetos del Sistema Solar que había limpiado sus vecindarios de planetesimales, describiendo aquellos objetos que no habían despejado sus órbitas pero conservaban una forma esférica como "planetoides". La definición final de la IAU incorporó gran parte de la propuesta de Fernández y Tancredi, aunque los objetos fueron bautizados como "planetas enanos". El evento originó la palabra "Plutón", que fue seleccionada como la "palabra del año 2006" por la American Dialect Society.

## Eponimia
- El asteroide 5996 "Julioangel", descubierto por E. Bowell el 11 de julio de 1983 lleva ese nombre en su honor.[1]